# Chiesa di San Nicola (Rionero in Vulture)
La Chiesa di San Nicola di Bari, meglio conosciuta come Chiesa di San Nicola alla Costa, è situata nel rione Costa di Rionero in Vulture. Fu voluta da don Leonardo De Martinis intorno al 1769 per la sua famiglia, il cui palazzo nobiliare è situato sul retro della chiesa. 

## Descrizione

### Esterno
La facciata della chiesa è caratterizzata da quattro lesene due delle quali (quelle interne) sono troncate a circa un metro dal portale da un motivo ondeggiante. Le lesene terminano in un fregio sovrastato da un'alta finta facciata che si restringe verso l'alto per terminare a sua volta in un timpano triangolare. Al di sopra del timpano troviamo una croce in ferro battuto con una bandiera rotante al vento. Il portale trilitico ha delle basi decorate con motivi floreali tipici del posto, mentre l'architrave è caratterizzata da un fregio con un'iscrizione che recita:
"D.O.M. (Deo Optimo Maximo)
CVM TEMPLVM HOC DIVO NICOLAO DICATVM TVM BENEFICIVM SVBTANTI INSIGNIS PATRONI ERECTVM TITVLO VT POST HOMINVM MEMORIAM AD SOLAM DE MARTINIS FAMILIAM JURE STRICTO PERTINERET D. LEONARDVS DE MARTINIS FVNDAMENTIS EXCITAVIT INSTITVIT QUE ANNO ÆRÆ CHRISTIANÆ MDCCLXIX"
Traduzione:
"A Dio, Il più Buono, Il più Grande.
In questo luogo fu eretto un tempio dedicato a San Nicola in seguito alla concessione del molto ragguardevole titolo di patrono, affinché vi si conservasse giustamente la memoria degli uomini della sola famiglia De Martinis e Don Leonardo De Martinis ne esortò la costruzione nell'anno dell'era cristiana 1769."

### Interno
La chiesa è tipicamente barocca. Si presenta ad una sola navata composta da due campate terminanti nell'abside. La prima campata è coperta da volta a botte decorata con stucchi e affreschi; in essa troviamo, a sinistra, un bel confessionale inglobato nella muratura e, a destra, una teca contenente immagini sacre. La seconda campata è coperta dalla cupola a cassettoni e precede l'abside, anch'essa decorata con pregevoli stucchi ed una rappresentazione dello Spirito Santo. Al di sotto di essa troviamo l'altare maggiore in granito rosso, con tabernacolo e paliotto pregevolmente decorati da puttini e motivi barocchi, a loro volta arricchiti da pitture scura e chiara. In granito rosso anche la bellissima acquasantiera a conchiglia sostenuta da una mensola. Al di sopra di essa troviamo un'epigrafe che ricorda che dopo il terremoto dell'80, per circa un decennio, la chiesa fu sede parrocchiale della comunità di San Marco poiché la chiesa Madre era inagibile. Sopra il portale troviamo la cantoria con un organo del XVIII secolo; la cantoria è decorata da delle pitture raffiguranti Sant'Antonio, San Marco e San Nicola; l'organo è invece molto semplice, con dei battenti e alcuni cornicioni. Inoltre vi sono due statue, conservate in teche, raffiguranti il Sacro Cuore e la Madonna della Medaglia Miracolosa.